# George Dewey
Pour les articles homonymes, voir Dewey.
George Dewey (26 décembre 1837 – 16 janvier 1917) est un amiral de l'US Navy, surtout connu pour sa victoire (sans aucune perte humaine due au combat du côté des forces américaines) à la bataille de la baie de Manille durant la guerre hispano-américaine en 1898. Il fut promu, et le seul à ce jour, au plus haut grade de la marine américaine, Admiral of the Navy.

## Biographie
Né à Montpelier dans l'État du Vermont, d'un père médecin, il intégra l'académie navale, alors naissante puis participa à bord de différents navires de la marine de l'Union à la guerre de Sécession,  combattant entre autres lors des batailles de La Nouvelle-Orléans, des forts Jackson et Saint Philip, de Port Hudson ou des deux batailles de Port Fisher, la guerre contre la marine confédérée étant principalement une guerre de blocus maritime. Il sort du conflit lieutenant commander.
Il est ensuite le commandant de l'USS Colorado, un navire de l'European Squadron, puis est nommé chef du service des phares des États-Unis à Washington. Il prend ensuite le commandement de différents navires de la flotte asiatique de l'US Navy. Lors de la courte guerre contre l'Espagne, il est à la tête d'une petite escadre et détruit la flotte espagnole dans la baie de Manille, victoire qui aura un grand retentissement aux États-Unis et lui vaut d'être nommé contre-amiral.  Il sera nommé amiral moins d'un an plus tard (sans avoir été vice-amiral) puis en 1903 (avec effet rétroactif à 1899), amiral de la Navy.
Héros national après sa victoire des Philippines, beaucoup lui suggèrent de se présenter comme candidat démocrate à l'élection présidentielle américaine de 1900. Cependant sa candidature souffrira d'erreurs dans ses relations publiques et avec la presse. Les journaux commencèrent à l'attaquer sur sa naïveté après avoir été cité disant que « le poste de président serait facile car le chef de l'exécutif ne fait que suivre la direction des lois promulguées par le Congrès et qu'il le ferait aussi fidèlement qu'il a toujours exécuté les ordres de ses supérieurs. »  Peu de temps après, il admit n'avoir jamais voté lors d'une élection présidentielle. Il s'attira encore plus de critiques quand il déclara un peu rapidement à un journaliste que « [la] prochaine sera la guerre avec l'Allemagne. » Enfin nombre de protestants étaient irrités qu'il ait épousé en secondes noces une catholique, Mildred McLean Hazen (la veuve du général William Babcock Hazen et fille de Washington McLean, propriétaire du Washington Post) en novembre 1899. Finalement Dewey se retira de la course à la présidentielle à la mi-mai et apporta son soutien au président républicain sortant William McKinley.
Il est enterré à la cathédrale nationale de Washington.

## Source
- (en) Cet article est partiellement ou en totalité issu de l’article de Wikipédia en anglais intitulé « George Dewey » (voir la liste des auteurs).